# Бишівська сільська територіальна громада
Бишівська сільська територіальна громада — територіальна громада в Україні, у Фастівському районі Київської області. Адміністративний центр — село Бишів.
Площа громади — 279,7 км², населення — 6136 осіб (2020).
Утворена 12 червня 2020 року шляхом об'єднання Бишівської, Гружчанської, Козичанської, Лишнянської, Мостищанської, Опачицької, Чорногородської, Яблунівської та Ясногородської сільських рад Макарівського району.

## Населені пункти
До складу громади входять 15 сіл:
- Бишів
- Весела Слобода
- Горобіївка
- Грузьке
- Козичанка
- Леонівка
- Лишня
- Лубське
- Мостище
- Нові Опачичі
- Осикове
- Ферма
- Чорногородка
- Яблунівка
- Ясногородка

## Старостинські округи
Старостинський округ — частина території Бишівської сільської територіальної громади, на якій розташовані один або декілька населених пунктів, з кількістю населення не менше 500 чоловік, крім адміністративного центру територіальної громади — с. Бишів та населених пунктів сіл Горобіївка, Ферма та Лубське, визначена сільською радою з метою забезпечення представництва інтересів жителів такого населеного пункту (населених пунктів) старостою.
Старости сіл, ще без офіційного утворення округів, були вперше призначені 2 грудня 2020 року. З 02.12.2020 до 02.06.2021 село Мостище мало свого старосту і вважалося центром окремого старостинського округу.
Старостинські округи, утворені згідно з Рішенням Бишівської сільської ради Фастівського району Київської області № 217- 14 — VIII від 29 жовтня 2021 року:
- Гружчанський (Грузьке, Весела Слобідка);
- Козичанський (Козичанка, Нові Опачичі);
- Лишнянський (Лишня, Осикове, Мостище);
- Чорногородський (Чорногородка);
- Яблунівський (Яблунівка, Леонівка);
- Ясногородський (Ясногородка).